# Washington Redskins 1961
La stagione 1961 dei Washington Redskins è stata la 30ª della franchigia nella National Football League e la 25ª a Washington. Sotto la direzione del capo-allenatore Bill McPeak la squadra ebbe un record di 1-12-1, terminando settimi nella NFL Eastern e mancando i playoff per il 16º anno consecutivo. L'unica vittoria giunse nell'ultimo turno contro i Dallas Cowboys. Quest'annata rimane la peggiore nella storia della franchigia.
Questa fu la prima stagione al nuovo DC Stadium, in seguito rinominato Robert F. Kennedy Memorial Stadium.

## Calendario
| Stagione regolare |              |                        |           |        |                             |          |         |
| Turno             | Data         | Avversario             | Risultato | Record | Stadio                      | Pubblico | Sintesi |
| 1                 | 17 settembre | at San Francisco 49ers | S 3–35    | 0–1    | Kezar Stadium               | 43,142   | Recap   |
| 2                 | 24 settembre | at Philadelphia Eagles | S 7–14    | 0–2    | Franklin Field              | 50,108   | Recap   |
| 3                 | 1º ottobre   | New York Giants        | S 21–24   | 0–3    | DC Stadium                  | 36,767   | Recap   |
| 4                 | 8 ottobre    | at Cleveland Browns    | S 7–31    | 0–4    | Cleveland Municipal Stadium | 46,186   | Recap   |
| 5                 | 15 ottobre   | at Pittsburgh Steelers | S 0–20    | 0–5    | Forbes Field                | 15,072   | Recap   |
| 6                 | 22 ottobre   | St. Louis Cardinals    | S 0–24    | 0–6    | DC Stadium                  | 28,037   | Recap   |
| 7                 | 29 ottobre   | Philadelphia Eagles    | S 24–27   | 0–7    | DC Stadium                  | 31,066   | Recap   |
| 8                 | 5 novembre   | at New York Giants     | S 0–53    | 0–8    | Yankee Stadium              | 56,077   | Recap   |
| 9                 | 12 novembre  | Cleveland Browns       | S 6–17    | 0–9    | DC Stadium                  | 28,975   | Recap   |
| 10                | 19 novembre  | at Dallas Cowboys      | P 28–28   | 0–9–1  | Cotton Bowl                 | 17,500   | Recap   |
| 11                | 26 novembre  | Baltimore Colts        | S 6–27    | 0–10–1 | DC Stadium                  | 41,062   | Recap   |
| 12                | 3 dicembre   | at St. Louis Cardinals | S 24–38   | 0–11–1 | Busch Stadium               | 16,204   | Recap   |
| 13                | 10 dicembre  | Pittsburgh Steelers    | S 14–30   | 0–12–1 | DC Stadium                  | 21,134   | Recap   |
| 14                | 17 dicembre  | Dallas Cowboys         | V 34–24   | 1–12–1 | DC Stadium                  | 21,451   | Recap   |

Nota: gli avversari della propria division sono in grassetto.

## Classifiche
| NFL Eastern         |    |    |   |      |        |     |     |     |
|                     | V  | S  | P | %    | DIV    | PF  | PS  | STR |
| New York Giants     | 10 | 3  | 1 | .769 | 9–2–1  | 368 | 220 | P1  |
| Philadelphia Eagles | 10 | 4  | 0 | .714 | 8–4    | 361 | 297 | V1  |
| Cleveland Browns    | 8  | 5  | 1 | .615 | 8–3–1  | 319 | 270 | P1  |
| St. Louis Cardinals | 7  | 7  | 0 | .500 | 7–5    | 279 | 267 | V3  |
| Pittsburgh Steelers | 6  | 8  | 0 | .429 | 5–7    | 295 | 287 | S1  |
| Dallas Cowboys      | 4  | 9  | 1 | .308 | 2–9–1  | 236 | 380 | S4  |
| Washington Redskins | 1  | 12 | 1 | .077 | 1–10–1 | 174 | 392 | V1  |

Note: I pareggi non venivano conteggiati ai fini della classifica fino al 1972.